# 1014
Початок Високого Середньовіччя •  Епоха вікінгів •  Золота доба ісламу •  Реконкіста •  Київська Русь

## Геополітична ситуація
Візантію очолює Василій II Болгаробійця. Генріх II є імператором Священної Римської імперії. Королем Західного Франкського королівства є, принаймні формально, Роберт II Побожний.
Апеннінський півострів розділений між численними державами: північ належить Священній Римській імперії, середню частину займає Папська область, на південь від Римської області лежать невеликі незалежні герцогства, півдненна частина півострова належать Візантії. Південь Піренейського півострова займає Кордовський халіфат, охоплений міжусобицею. Північну частину півострова займають християнські королівство Леон (Астурія, Галісія), де править Альфонсо V, Наварра (Арагон, Кастилія) та Барселона.
Королівство Англія після смерті Свена Вилобородого знову очолив Етельред Нерозумний.
У Київській Русі триває правління Володимира. У Польщі править Болеслав I Хоробрий. Перше Болгарське царство частково захоплене Візантією, в Західно-Болгарському царстві почалося правління Гаврила Радомира. У Хорватії триває правління Крешиміра III та Гойслава. Королівство Угорщина очолює Стефан I.
Аббасидський халіфат очолює аль-Кадір, в Єгипті владу утримують Фатіміди, в Середній Азії — Караханіди, у Хорасані — Газневіди. У Китаї продовжується правління династії Сун. Значними державами Індії є Пала, Пратіхара, Чола. В Японії триває період Хей'ан.

## Події
- Київський князь Володимир вирушив у похід на Новгород проти свого сина Ярослава, який відмовився платити данину.
- Данський король Свен Вилобородий помер в Англії, і вікінги проголосили королем Англії його сина Канута. Англійська знать викликала з Нормандії Етельреда Нерозумного, щоб повернути йому трон. Канут відплив у Данію, щоб владнати там справи з данським троном.
- Папа Римський Бенедикт VIII офіційно коронував Генріха II імператором.
- 23 квітня після переможного завершення битви проти військ князя Сітріка, що опирався на владу скандинавських інтервентів, шатер Великого князя Ірландії Браяна Бору був атакований групою відступаючих вікінгів і князь був убитий. Перемога біля Клонтарфа (поблизу Дубліна) назавжди підірвала могутність скандинавів в Ірландії, але сама країна по смерті Браяна, котрий підкорив більшу частину острова, на довгі роки стала роздробленою.
- 29 липня у битві при Беласиці візантійський імператор Василій II розгромив болгарські війська. Всі 14 тисяч полонених, взятих в бою, в жовтні за наказом імператора були осліплені. Через чотири роки під час другого походу Василь II повністю завоював Західно-Болгарське царство, що залишалось під владою Візантії до 1185 року.
- Болгарський цар Самуїл помер від шоку нищівної поразки. Новим царем став Гаврило Радомир.
- У Північній Африці Хаммадіди відкололися від Зірідів.
- Царем Грузії став Георгій I Багратіоні.
- Махмуд Газневі здійснив другий похід в Індію, намагався підкорити Кашмір, але не досяг успіху.